# Cherry Grove, Oregon
Cherry Grove là một cộng đồng chưa hợp nhất trong quận Washington, Oregon, Hoa Kỳ. Cherry Grove nằm trên bờ phía bắc của sông Tualatin gần nơi nó thoát ra khỏi Dãy núi Duyên hải Bắc Oregon và đi vào Thung lũng Patton.

## Lịch sử
Cherry Grove được người di dân Thụy Điển tên là August Lovegren thành lập vào năm 1911. Trước kia ông điều hành một nhà máy xẻ gỗ tại Preston, Washington sau khi đến Hoa Kỳ năm 1883. Ông muốn tìm một cái tên để đặt cho cộng đồng có liên hệ đến việc trồng cây ăn trái nhưng cái tên ông ưng ý là "Appleton" đã được đặt cho một nơi khác ở Oregon. Người chị em họ của ông lúc đó đề nghị cái tên quê nhà của bà là Cherry Grove, Minnesota.
Trạm bưu điện Cherry Grove hoạt động từ năm 1912 đến năm 1959.